# 小川希
小川希（おがわ のぞむ、1976年 - ）は、日本のアートディレクター。Art Center Ongoing代表。

## 経歴
東京都神楽坂生まれ。
2001年武蔵野美術大学映像学科卒業。
2004年東京大学大学院学際情報学府修士課程修了。2007年東京大学大学院学際情報学府博士課程単位取得退学。
「ongoing」（2002年 - 2006年）の開催。
2008年1月に東京・吉祥寺に芸術複合施設Art Center Ongoingを設立。現在、同施設の代表を務める。
「芸術激流2024　ラフティング+アート」を行い、2024年度第75回芸術選奨新人賞受賞。